# Numeração pipil
A Numeracão pipil é o conjunto de símbolos usados pelos  pipiles, etnia de ameríndios da América Central que aí habitaram no período da pré-história meso-americana, principalmente em regiões da Guatemala, Honduras, El Salvador e Nicarágua. Seu sistema de numeração se assemelhava à numeração maia e ao sistema numérico dos astecas, principalmente desses últimos. A principal diferença em relação à numeração asteca (ou “mexica”) está nas diversas denominações dadas aos números.

## Representação e denominação dos números
As cifras básicas eram representadas conforme segue: a  unidade era uma bola (um pequeno círculo) negro, o cinco um traço horizontal, o vinte algo como uma bandeira, o quatrocentos  por um arbusto (ou uma cabeleira) e o oito mil (8.000) por uma “bolsa cerimonial”.

### Dígitos
Os números de 1 a 5 tinham seu próprio nome e as cifras de 6 a 9 vinham da combinação da palavra  Chiku ou Chikua, cujo significado é “metade dos dedos” (uma mão ou cinco) mais o nome de um dos números de 1 a 4. Assim se representava uma soma onde se adicionava o cinco a um desses 4 números (exemplo: Chikúme = 7 ouo 5 + 2). 
| Símbolo | Nome em pipil          | Número Arábico | Em português. |
| ------- | ---------------------- | -------------- | ------------- |
|         | Se, Sen ou Sem         | 1              | Um            |
|         | Úme                    | 2              | Dois          |
|         | Yéi                    | 3              | Três          |
|         | Náui                   | 4              | Quatro        |
|         | Mákuil ou Ímei         | 5              | Cinco         |
|         | Chikuásen ou Chikuásin | 6              | Seis          |
|         | Chikúme                | 7              | Sete          |
|         | Chíkuei o Chíkei       | 8              | Oito          |
|         | Chikunáui              | 9              | Nove          |

### Dezenas
Os nomes das dezenas eram formados por um dos “dígitos” 1 a 9 seguido da palavra Ímei (que significa 5 ou uma mão) ou Púal (também pode ser  Púwal, que significa 5 (os cinco dedos da mão) ou 20 (totalidade dos dedos das mãos e dos pés, ou um “conjunto" devia ser quintesimal  (onde um número de 1 a 9 se multiplicava por cinco, usando-se as palavras Ímei ou Púal, isso valendo para números até 30) ou vigesimal (onde os números de de 1 a 9 se multiplica por vinte, usando-se a palavra Púal (ou Púwal). Para utilizar esse sistema vigesimal aplicavam-se expressões como as que se seguem para formar os números: 
- ási ('é suficiente" para completar a soma).
- gi-pía (“tem, contem”; expressa a soma total, algo como "faz/soma" tanto).
- gi-négi (“se necessita”; corresponde a menos (-) no resto).
- uan (“e, com”, expressa mais (+)).
- (íj)pak (“em cima de, sobre”; expressa mais (+)). Por exemplo: ginégi mákuil pal ási se púal (“necessita-se cinco para chegar a um cálculo”; o qual é igual a 15, ou 20 - 5).

Outros nomes para os múltiplos de 20 no sistema vigesial são Panti para 20, Zonte para  400, xiquipil para 8.000; esses nomes são os mesmos que os astecas usavam com a diferença de serem traduzidos o pipil. No início da era colonial essa numeração era usada para contabilidade dos tributos pagos pelos indígenas ao que se juntava ainda o termo  carga, que os espanhóis criaram e usavam para 16.000 nessa contabilidade.
| Símbolo | Nome em pipil (sistema quintesimal) | Operação que representa (sistema quintesimal) | Nome em pipil (sistema vigesimal) | Significado da expressão (sistema vigesimal)       | Operação que representa (sistema vigesimal) | em Português      | N° arábico |  |
| ------- | ----------------------------------- | --------------------------------------------- | --------------------------------- | -------------------------------------------------- | ------------------------------------------- | ----------------- | ---------- |  |
|         | Um Púal ou Ume Ímei                 | 2 x 5                                         | -                                 | -                                                  | -                                           | Dez               | 10         |  |
|         | Yéi Púal                            | 3 x 5                                         | Ginégi mákuil pal ási se púal     | necessita-se cinco para chegar a um "cálculo"      | 20 - 5                                      | Quinze            | 15         |  |
|         | Náui Púal                           | 4 x 5                                         | Se Púal ou Panti                  | Um "cálculo ou conjunto"                           | 20 x 1                                      | Vinte             | 20         |  |
| -       | Mákuil Púal                         | 5 x 5                                         | gipía se púal uan mákuil          | Tem um "conjunto" e cinco                          | 20 + 5                                      | Vinte e cinco     | 25         |  |
| -       | Chikuásen Púal                      | 6 x 5                                         | Úme iméi íjpak ne púal            | Duas mãos 'sobre/em/mais' um "conjunto"            | (2 x 5) + 20                                | Trinta            | 30         |  |
| -       | -                                   | -                                             | Ginégi mákuil pal ási úme púal    | necessita-se cinco para chegar a dois "cálculos"   | (20 x 2) - 5                                | Trinta e cinco    | 35         |  |
|         | -                                   | -                                             | Úme Púal                          | Dois "cálculos ou conjuntos"                       | 20 x 2                                      | Quarenta          | 40         |  |
| -       | -                                   | -                                             | Úme púal uan mákuil               | Dois "conjuntos" e cinco                           | (20 x 2) + 5                                | Quarenta e cinco  | 45         |  |
| -       | -                                   | -                                             | Úme púal uan tájku                | Dois "conjuntos e meio"                            | (20 x 2) + 20/2                             | Cinquenta         | 50         |  |
| -       | -                                   | -                                             | Ginégi mákuil pal ási yéi púal    | necessita-se cinco para chegar a três "cálculos"   | (20 x 3) - 5                                | Cinquenta e cinco | 55         |  |
|         | -                                   | -                                             | Yéi púal                          | Três conjuntos ou cálculos                         | 20 x 3                                      | Sessenta          | 60         |  |
| -       | -                                   | -                                             | Yéi Púal uan mákuil               | Três "conjuntos" e cinco                           | (20 x 3) + 5                                | Sessenta e cinco  | 65         |  |
| -       | -                                   | -                                             | Yéi Púal uan tájku                | Três "conjuntos e meio"                            | (20 x 3) + 20/2                             | Setenta           | 70         |  |
| -       | -                                   | -                                             | Ginégi mákuil pal ási yéi púal    | necessita-se cinco para chegar a quatro "cálculos" | (20 x 4) - 5                                | Setenta e cinco   | 75         |  |
|         | -                                   | -                                             | Náui Púal                         | Quatro "conjuntos ou cálculos"                     | 20 x 4                                      | Oitenta           | 80         |  |